# Ceratinia dorilla
Ceratinia dorilla är en fjärilsart som beskrevs av Bates 1864. Ceratinia dorilla ingår i släktet Ceratinia och familjen praktfjärilar. Inga underarter finns listade i Catalogue of Life.